# Kimball (Minnesota)
Kimball é uma cidade localizada no estado americano de Minnesota, no Condado de Stearns.

## Demografia
Segundo o censo americano de 2000, a sua população era de 635 habitantes.
Em 2006, foi estimada uma população de 685, um aumento de 50 (7.9%).

## Geografia
De acordo com o United States Census Bureau tem uma área de
3,6 km², dos quais 3,6 km² cobertos por terra e 0,0 km² cobertos por água. Kimball localiza-se a aproximadamente 354 m acima do nível do mar.

## Localidades na vizinhança
O diagrama seguinte representa as localidades num raio de 20 km ao redor de Kimball.